# Тернер, Эмма
Эмма Луиза Тернер ФЛС (швед. Emma Turner ; 1867 — 13 августа 1940 года) — орнитолог, член Лондонского Линнеевского общества, автор фотографий редких птиц. Ее фотография 1911 года птенца большой выпи в Норфолке стала первым свидетельством возвращения этих птиц в Соединенное Королевство, после их исчезновения с конца 1800-х годов.

## Биография

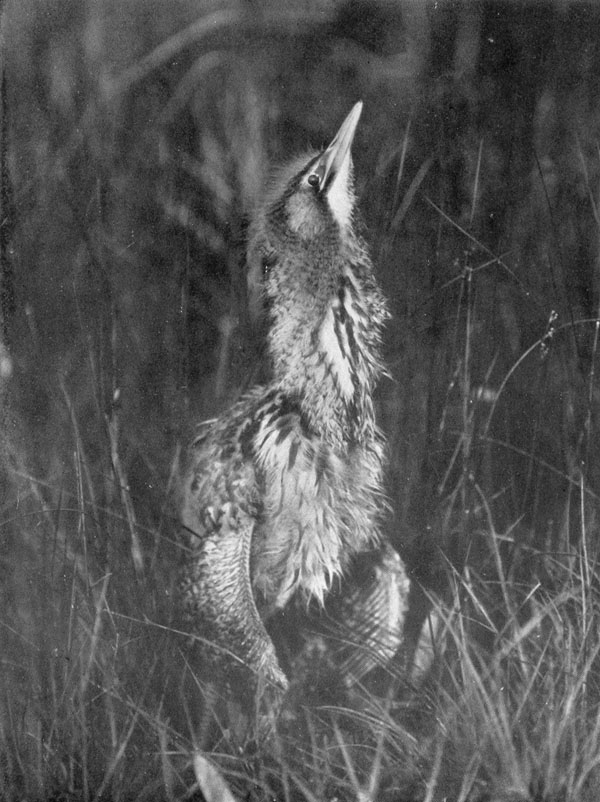
Большая выпь (Botaurus stellaris), фотография Тернер, 1911

Эмма Тернер родилась в 1867 году в Ленгтон-Грин, Ройал-Танбридж-Уэлс, Кент, Англия. Фотографией занялась в 1900 году, после знакомства с фотографом Ричардом Kиртоном.
На протяжении около 20 лет она каждый год зимой и летом жила в национальном природном заповеднике на озере Хиклинг-Брод в Норфолке. Плавала там на изготовленном ею плавучем доме, который она назвала водяной пастушок. Жила также в хижине на небольшом островке в юго-восточной части заповедника Хиклинг-Брод, который позднее получил известность, как Тернер-Айленд (52°44′07″ с. ш. 1°35′10″ в. д.).
В своё время была первой «смотрительницей» острова Сколт-Хед.
Её фотография евразийской выпи была награждена золотой медалью Королевского фотографического общества. В своё время она была одной из первых десяти женщин — стипендиатов Линнеевского общества, первой женщиной — почетным членом Британского союза орнитологов. Эмма Тернер не имела университетского образования, однако была удостоена звания почетного члена Британской Федерации женщин с университетским образованием.
Её книга, «Broadland Birds», была опубликована в 1924 году и легла в основу радиопрограммы о жизни Эммы Тернер под названием «Жизнь в камышах». Программа прозвучала в эфире Би-би-си в 2012 году.
Эмма Тернер интересовалась также садоводством. У неё был участок в Гиртоне (Кембриджшир) и в Кембридже. Для подсчета птиц она держала в доме терьеров, которых обучала вспугивать птиц. За два года до смерти потеряла зрение. Эмма Тернер скончалась 13 августа 1940 года.